# Novosilske (Novosilske), Ciornomorske
Novosilske (în ucraineană Новосільське) este localitatea de reședință a comunei Novosilske din raionul Ciornomorske, Republica Autonomă Crimeea, Ucraina.

## Demografie
Componența lingvistică a localității Novosilske
     Rusă (83,31%)
     Ucraineană (11,38%)
     Tătară crimeeană (4,56%)
     Alte limbi (0,44%)
Conform recensământului din 2001, majoritatea populației localității Novosilske era vorbitoare de rusă (83,31%), existând în minoritate și vorbitori de ucraineană (11,38%) și tătară crimeeană (4,56%).